# 坂野正崇
坂野正崇（さかの まさたか、1973年 -）は、日本の建築家。神奈川県出身（北海道生まれ）。音楽家（サクソフォーン奏者)、宮大工としての経歴も持つ。

## 来歴
神奈川県私立栄光学園高等学校を自主退学、大学入学資格検定に合格後、ボストン・バークリー音楽院大学に入学。同大学卒業後、ニューヨークを拠点に音楽家として活動。その後、音楽から日本の伝統建築の世界へ活動領域を広げるため帰国。
伝統木造建築を専門とする工務店で宮大工の修行を行い、6年後棟梁として独立。茶室、古民家、文化財等の新築、改修経験を積み、その後、建築家として独立。2006年より、建築プロジェクトの企画・立案・設計・施工を一貫して行う「i-ado（interactive-art development organization)」を主宰し、現在に至る。
「i-ado」の特徴は、独立した少人数の専門家集団（建築家・エンジニア・デザイナー・職人・弁護士等）によるネットワーク型のチーム編成である。従来より、建築プロジェクトはその特性上、ネットワーク型のチーム編成は難しいとされるが、実績と経験にもとづく柔軟なネットワークと積極的なテクノロジーの活用により、従来とは大きく異なる形の建築プロジェクトを実現している。建築分野では、古民家・茶室・酒蔵・寺社仏閣等の文化財修復、ファッションや食に関わる商空間のデザイン、図書館・美術館・劇場等の文化施設の設計、ホテル・ヴィラ等の宿泊施設の設計、個人住宅の設計・施工を行う一方、海外での経験が豊富で、アメリカ、スペイン、台湾等において、多くのプロジェクトを手掛けている。
建築家としての活動を中心としつつ、活動領域は多岐に渡る。すべての活動は「時間と空間」の表現という共通認識のもと、都市計画（マスタープラン策定）、地域再生、企業ブランディングの他、日本の伝統芸能（能や人形浄瑠璃）と現代アートとのコラボレーション、茶の湯の発想にもとづく企画・空間演出も行っている。

## 主な作品／プロジェクト
- 2006_residence A／吉祥寺 東京
- 2007_Bar M／国立 東京
- 2007_residence H／目黒 東京
- 2007_野外奉納能舞台「一石仙人」／東寺（世界遺産） 京都
- 2008_residence A／青砥 千葉
- 2008_聖心女子学院校舎・正門（歴史的指定建造物 ）／白金 東京
- 2010_residence K／深川 東京
- 2010_residence C／本郷 東京
- 2010_Restaurant groingroin／中野 東京
- 2011_Art gallary T／代官山 東京
- 2011_fasion studio & office ／代官山 東京
- 2012_residence A／月島 東京
- 2013_Cafe ＆ gallery／代官山 東京
- 2013_古民家移築／小岩 千葉
- 2013_residence コンドミニアム／駒澤 東京
- 2013_Juelly shop & studio 「Aurora Gran」／表参道 東京
- 2013_ fasion studio & office「Yanma EKI」／石神井公園 東京
- 2013_ fasion studio & office／代官山 東京
- 2013_広告制作会社office 「CATCH」／外苑前 東京
- 2013_residence M／吉祥寺 東京
- 2013_広告制作agent office studio「PANDA」／神宮前 東京
- 2014_Art gallery「SANGA」／New York USA（unbuilt）
- 2014_Grocery shop／吉祥寺 東京
- 2014_villa U／八ヶ岳 山梨
- 2015_restaurantgroingroin／浅草 東京
- 2015_Villa-H／葉山 神奈川
- 2016_Hungout space／渋谷 東京
- 2016_residence T／鵠沼 神奈川
- 2016_residence O／渋谷 東京
- 2016_restaurant&winery「Jose luis」／マドリード スペイン（unbuilt）
- 2016_Villa H／葉山 神奈川
- 2017_studio W／表参道 東京
- 2017_villa H／葉山 神奈川
- 2017_residence T／川越 埼玉
- 2017_residence W／表参道 東京
- 2018_Office 3shape／西麻布 東京
- 2018_Villa K／Venice beach CA USA
- 2018_Villa+Musical studio H／北海道
- 2019_residence Y／伊香保 群馬
- 2020_villa Y／軽井沢　長野

現在進行中の主なプロジェクト
- 2015_日本酒蔵「井出醸造店」／富士河口湖 山梨
- 2018_Museum+Library／Chengdu China
- 2020_Villa A／鎌倉 神奈川
- 2020_迎賓館+residence T／鎌倉　神奈川
- 2021_迎賓館 文化施設　M／関宿　三重

## その他
東京・表参道にて「UTAGE」というイベントを主催し、科学者・芸術家・エンジニア・経営者等の横断的文化交流を定期的に行う。